# Club Atlético River Plate 1956
Questa voce raccoglie le informazioni riguardanti il Club Atlético River Plate nelle competizioni ufficiali della stagione 1956.

## Stagione
Altra stagione e altro titolo per il River, che primeggia in ogni aspetto del campionato: miglior difesa, miglior attacco e maggior numero di vittorie.

## Maglie e sponsor
| Casa | Trasferta |

## Statistiche

### Statistiche di squadra
| Competizione | Punti | Totale | Totale | Totale | Totale | Totale | Totale | DR  |
| Competizione | Punti | G      | V      | N      | P      | Gf     | Gs     | DR  |
| ------------ | ----- | ------ | ------ | ------ | ------ | ------ | ------ | --- |
| PD           | 43    | 30     | 17     | 9      | 4      | 61     | 32     | +29 |
| Totale       | -     |        |        |        |        |        |        | -   |